# Ichneumon palugracilicornis
Ichneumon palugracilicornis är en stekelart som beskrevs av Bauer 1999. Ichneumon palugracilicornis ingår i släktet Ichneumon och familjen brokparasitsteklar. Inga underarter finns listade i Catalogue of Life.